# Подлипа (община Жужемберк)
Вижте пояснителната страница за други значения на Подлипа.
Подлипа (на словенски: Podlipa) е село в Словения, регион Югоизточна Словения, община Жужемберк. Според Националната статистическа служба на Република Словения през 2015 г. селото има 39 жители.